# Xã Ashland, Quận Riley, Kansas
Xã Ashland (tiếng Anh: Ashland Township) là một xã thuộc quận Riley, tiểu bang Kansas, Hoa Kỳ. Năm 2010, dân số của xã này là 139 người.